# Charles Thomas Brues
Charles Thomas Brues est un entomologiste, et botaniste américain, né le 20 juin 1879 à Wheeling (Virginie-Occidentale) et mort le 22 juillet 1955 à Crescent City (Floride).

## Biographie
Il est le fils de Charles Thomas Brues et d’Ada née Mossie. Il obtient son Bachelor of Sciences à l’université du Texas en 1901, son Master of Sciences en 1902. Il fait ses recherches post-doctorales à l’université Columbia en 1903-1904.
Brues se marie le 16 juin 1904. Il rejoint le département de zoologie de Columbia en 1903. Il travaille pour le ministère de l’agriculture en 1904 avant de devenir, en 1905, conservateur du département des invertébrés du muséum de Milvaukee. En 1909, il est chargé de cours en entomologie appliquée à Harvard, devient en 1912, professeur assistant, puis professeur associé en 1926, puis professeur d’entomologie en 1935 puis professeur émérite en 1946. Harvard lui offre un Master of Arts honoraire en 1942.
Il fait des recherches dans les Caraïbes en 1910, en 1912, en 1926-1927 et en 1937, aux Philippines en 1949. Il est membre de l’United States National Research Council, de l’American Association for the Advancement of Science, de l’Entomological Society of America (qu’il dirige en 1929) et de diverses sociétés savantes. Il fait partie du Cambridge Entomological Club et dirige la publication Psyche à partir de 1909, durant 37 ans. Il se consacre à l’étude de l’embryogénèse et le comportement des insectes, spécialement des hyménoptères et des diptères.

### Liste partielle des publications
- 1915 : avec Axel Leonard Melander (en) (1878-1962), A Key to the Families of North American Insects.
- 1920 : Insects and Human Welfare (réédité en 1947).
- 1931 : Classification of Insects.
- 1945 : Insect Dietary : An Account of the Food Habits of Insects.

### Note
1. ↑  Cf. 1955 : Obituary: Professeur Charles T. Brues. Psyche, 62 : 97.

### Source
- Allen G. Debus (dir.) (1968). World Who’s Who in Science. A Biographical Dictionary of Notable Scientists from Antiquity to the Present. Marquis-Who’s Who (Chicago) : xvi + 1855 p.